# Universiteit voor de Kunsten Berlijn
De Universiteit voor de Kunsten Berlijn (Duits: Universität der Künste Berlin) is een van de oudste en de kleinste van de vier universiteiten in Berlijn. De oudste van de voorgangerinstituten werd in 1696 opgericht.

## Geschiedenis
Als gevolg van bezuinigingen op de Berlijnse begroting werd in 1975 de voormalige Staatliche Hochschule für Bildende Künste samengevoegd met de Staatliche Hochschule für Musik und Darstellende Kunst, die toen uit de Preußische Akademie der Künste uit de 19e eeuw (inclusief de 1869 opgerichte Hochschule für Musik en de in 1875 opgerichte Hochschule für die bildenden Künste) voortgekomen was, tot de Hochschule der Künste Berlin, die ook het voormalige Stern'sche Städtische Konservatorium für Musik omvatte. Deze samenvoeging gebeurde tegen de wil van de betrokken hogescholen, maar het leidde tot een van de eerste geïntegreerde hogescholen van de kunsten in Duitsland.
Op 1 november 2001 werd aan de Hochschule der Künste de titel van universiteit verleend. Aan de status van de voormalige hogeschool werd niets veranderd, omdat dit instituut al eerder het zogenoemde promotierecht (ius promovendi) had. Doel van de naamswijziging was de verbreding van het aanbod en een internationaal gebruikelijke naam.

## Faculteiten
De universiteit heeft vier faculteiten met diverse instituten:
1. Beeldende kunst
  1. Kunst
  2. Kunstdidactiek en esthetische vorming
  3. Kunstwetenschap en esthetiek
  4. Kunst in context
2. Vormgeving
  1. Geschiedenis en theorie van de vormgeving
  2. Architectuur en stedenbouw
  3. Product- en procesvormgeving
  4. Experimenteel bekledings- en textieldesign
  5. Tijdgebaseerde media
  6. Transmediale vormgeving
  7. Theorie en praktijk van de communicatie
3. Muziek
  1. Kunstopleiding orkestinstrumenten en directie
  2. Kunstopleiding piano
  3. Muziekpedagogiek
  4. Muziekwetenschap, muziektheorie, compositie en muziekoverdracht
  5. Julius Stern-instituut
  6. Kerkmuziek
  7. Kunstopleiding oude muziek
  8. Jazz-instituut Berlijn, i.s.m. de Hanns Eisler-Hogeschool voor Muziek
  9. Klangzeitort voor nieuwe muziek, i.s.m. de Hanns Eisler-Hogeschool voor Muziek
  10. Kurt Singer-instituut voor de gezondheid van musici  Ook het Staats- und Domchor Berlin en de UNI.K-studio voor klankkunst en klankonderzoek vallen onder deze faculteit.
4. Podiumkunst

## Professoren en docenten
- Georg Baselitz -2005
- Tony Cragg -2006
- Eugen d'Albert
- Joseph Joachim
- Fleur van Dissel
- Uwe Gronostay -2006
- Paul Hindemith
- Pascal Devoyon
- Klaus Hellwig
- Leo van Doeselaar vanaf 1995
- Stan Douglas 2004-2006
- Dietrich Fischer-Dieskau 1983-1993
- Klaus Fußmann
- Werner Gaede
- Hans Fredrik Gude 1880-1901
- Dieter Hacker
- Hardt-Waltherr Hämer 1967-1986
- Karl Horst Hödicke 1974-2005
- Karl Hofer
- Leiko Ikemura
- Marwan Kassab-Bachi vanaf 1994
- Bernd Koberling
- Robert Kudielka vanaf 1978
- Axel Kufus vanaf 2004
- Elena Lapitskaja
- Hans Leygraf
- Bobby McFerrin 2001
- Herbert Noth 1946-1961
- Wolfgang Petrick 1961-1971
- Julius Posener 1961-1971
- Daniel Maria Richter 2005-2006
- Hartmut Rohde
- Max Rostal 1928-1933
- Katharina Sieverding
- Fred Thieler
- Heinz Trökes 1965-1978
- Dietrich Unkrodt vanaf 2003
- Vivienne Westwood 1993-2005